# So ist es
So ist es (wenn es Ihnen so scheint) (ital. Originaltitel: Così è (se vi pare)) ist ein italienisches Drama von Luigi Pirandello. Die Premiere war am 18. Juni 1917 in Mailand.
Das Stück wurde zu Pirandellos erstem nachhaltigen Erfolg. Der Dramafassung ging (vermutlich 1914) die Novelle La signora Frola e il signor Ponza, suo genero (deutsch: Frau Frola und Herr Ponza, ihr Schwiegersohn) voraus. Das Stück wurde 1918 in der Zeitschrift Nuova Antologia zuerst veröffentlicht und im selben Jahr dann nochmal im ersten Band der Maschere nude (Nackte Masken). 

## Handlung
Eine dreiköpfige Familie kommt neu in eine Kleinstadt und benimmt sich insofern merkwürdig, weil sie getrennt wohnen. Signora Frolas Schwiegersohn Signor Ponza erklärt, dass seine Schwiegermutter über den Tod ihrer Tochter Signora Ponza, seiner ersten Frau, wahnsinnig geworden sei. Die Schwiegermutter halte seine zweite Frau fälschlich für ihre Tochter, seine erste Frau.
Signora Frola dagegen sagt, ihr Schwiegersohn habe seine Frau nach deren Aufenthalt in einer Psychiatrie nicht wiedererkannt. So habe man eine zweite Hochzeit mit derselben Frau fingiert, um ihn zu beruhigen.
Beide liefern jeweils eine plausible Erklärung ihrer Version, aber die Gesellschaft der Kleinstadt will nun wissen, welche Version die richtige ist. Nur Lamberto Laudisi regt alle auf, indem er mal beides gleichzeitig für möglich hält, später aber sogar zweifelt, ob es Signora Ponza die Frau des Schwiegersohns überhaupt gibt. Schließlich einigt sich die Gesellschaft auf den Plan, doch diese Frau selber zu befragen. Sie sagt zum Schluss widersprüchlich, sie sei die Tochter Frolas. - Und die zweite Frau Ponzas. Für sie selbst sei sie niemand. Sie ist die, für die man sie hält.

## Ausgabe
Luigi Pirandello: So ist es (wenn es Ihnen so scheint) in: ders.: Gesammelte Werke, Bd. 10: So ist es (wenn es Ihnen so scheint) Die frühen Stücke, Ullstein Berlin 1998 ISBN 3-549-05539-0